# Mbipia mbipi
Mbipia mbipi és una espècie de peix de la família dels cíclids i de l'ordre dels perciformes.

## Morfologia
- Els mascles poden assolir 13,1 cm de longitud total.
- Nombre de vèrtebres. 29-30.[2]

## Alimentació
Menja diatomees i d'altres algues, detritus, larves d'insectes i briozous.

## Hàbitat
És una espècie de clima tropical que viu entre 0-6 m de fondària.

## Distribució geogràfica
Es troba a Àfrica: llac Victòria.